# Bangladesh (producent)
Shondrae Crawford, mer känd som Bangladesh, är en amerikansk musikproducent och DJ. Han växte upp i Des Moines, Iowa och bor nu i Atlanta, Georgia. Han började producera år 1998.
I november år 2011 avslöjade Bangladesh att han jobbat på musik till R&B-sångerskan Brandys sjätte studioalbum (2012). "Musiken vi har skapat tillsammans är banbrytande. Den har en väldigt fräsch känsla och kommer att få Brandys karriär upp på toppen igen."

## Singlar producerade av Bangladesh
- 2000: "What's Your Fantasy" (Ludacris)
- 2004: "You Don't Want Drama" (8 Ball & MJG med P. Diddy)
- 2004: "Forever" (8 Ball & MJG med Lloyd)
- 2004: "Vibrate" (Petey Pablo med Rasheeda)
- 2005: "Click Clack" (Missy Elliot)
- 2006: "My Time" (Fabolous)
- 2006: "Bossy" (Kelis med Too Short)
- 2007: "She Get Loose" (Fabo)
- 2008: "A Milli" (Lil Wayne)
- 2008: "Talkin' Out da Side of Ya Neck!" (Dem Franchize Boyz)
- 2008: "Beam Me Up" (Tay Dizm med T-Pain & Rick Ross)
- 2008: "Diva" (Beyoncé)
- 2009: "I'm Making Money" (Chrishan)
- 2009: "Break Up" (Mario)
- 2009: "Cut My Check" (Tyga)
- 2009: "Video Phone"  (Beyoncé med Lady Gaga)
- 2010: "Lemonade" (Gucci Mane)
- 2010: "Get 'Em Girls" (Jessica Mauboy med Snoop Dogg)
- 2010: "Move That Body" (Nelly med T-Pain & Akon)
- 2010: "Sleazy" (Kesha)